# Joaquín París Ricaurte
Joaquín París Ricaurte (Santafé, 18 de agosto de 1795-San Sebastián de Mariquita, 2 de octubre de 1868) fue un militar y político colombiano.
París fue miembro de una influyente familia de militares, llegando a ocupar el cargo político de designado presidencial entre 1855 y 1856, con lo cual pudo llegar a ser presidente de su país. Fue ministro de guerra para Rafael Urdaneta y luego para Pedro Alcántara Herrán, prefecto (gobernador) de Cundinamarca y comandante en jefe del ejército colombiano.

## Biografía
Joaquín París Ricaurte nació el 18 de agosto de 1795, en la ciudad de Santafé de Bogotá, capital del Virreinato de Nueva Granada en el Imperio Español. Fue el menor de los hijos varones del matrimonio del madrileño Don José Martín París y Álvarez y la criolla Doña María Andrea Genoveva Ricaurte y Máuriz de Posada, apodada "la hermosísima" como la aclamaba el acordado sentir de su época. Don José había llegado a la Nueva Granada como alto funcionario del Virreinato.

## Guerra de Independencia

### Incorporación y Campaña del Bajo Palacé
Ante el fervor patriótico ocasionando por el grito de independencia del 20 de julio de 1810, a lo cual su padre participó como miembro de la Junta Suprema de Santafé y firmante del acta de independencia, el joven Joaquín París ingresó como cadete del Batallón Auxiliar el 21 de julio de 1810 incorporándose en el Ejército Patriota creado ese día por la Junta Suprema de Gobierno. El 30 de julio de 1810 fue ascendido al grado de subteniente.
A los 15 años, hizo parte de la expedición comandada por su primo, el coronel Antonio Baraya, enviada en auxilio de los patriotas de la Junta de Cali, quienes eran amenazados por el gobernador español de Popayán, el coronel Miguel Tacón y Rosique. Durante esta campaña, París participó en la primera batalla de la guerra de independencia de Colombia, la batalla del Bajo Palacé, librada el 28 de marzo de 1811 cerca de Popayán. En el combate, el joven subteniente París resultó herido en la rodilla. La batalla culminó con una victoria para los patriotas y la liberación de Popayán.

### Guerra Civil
El 10 de enero de 1812, estuvo de regreso en Santafé. Ese mismo mes hizo parte de la expedición del coronel Joaquín Ricaurte que marchó a la Provincia del Socorro en tres agrupaciones que salieron de Santafe los días 12, 13, 19 de enero. El propósito de esta expedición era someter al gobierno de esa provincia que se declaró federalista, contrario al de Cundinamarca que era centralista, lo cual desato la guerra civil entre federalistas y centralistas.
El 21 de enero de 1812, el subteniente Paris participó en el combate de Gaque, librada cerca de Puente Nacional, donde las tropas de Cundinamarca derrotaron a las fuerzas provinciales del Socorro. La conducta del joven subteniente fue alabado en el parte que rindió el coronel Ricaurte al gobierno. Con esta victoria se estableció una breve tregua con la firma del Tratado de Guadalupe, firmado el 17 de febrero de 1812 .Como parte del tratado el 7 de marzo las tropas del coronel Ricaurte tomaron la capital provincial de El Socorro. Pero en mayo de 1812 las tropas del coronel Ricuarte incluido el subteniente Joaquín Paris, junto con la expedición del brigadier Antonio Baraya que ocupaba Sogamoso, pasaron del bando centralista a los federalistas y se pusieron a órdenes del Congreso de la Provincias Unidas de la Nueva Granada.  Ante la defeccion de sus tropas el preisdente Nariño mando nuevas expediciones desde Santafe para derrotar a los sublevados, Paris aun bajo el mando del coronel Ricaurte participó en el combate de Charala librada el 19 de julio de 1812, donde los federalistas derrotaron alas fuerzas centralistas del brigadier José Miguel Pey. Ante esta derrota Nariño firmó el tratado de Santa Rosa el 30 de julio de 1812 con el Congreso de las Provincias Unidas lo cual estableció una tregua entre Cundinamarca y las Provincias Unidas.
Sin embargo las hostilidades resurgieron entre el Congreso de las Provincias Unidas de la Nueva Granada, reunido en Tunja, y el Gobierno centralista del Estado de Cundinamarca liderado por el presidente Antonio Nariño. Este último salió a campaña contra el ejército rival, comandado por el brigadier Antonio Baraya, y el 2 de diciembre se libró la batalla de Ventaquemada, en la que sufrió una derrota. París, fue ascendido a teniente. Mientras tanto, Nariño regresó a Santafé con el propósito de fortalecer sus defensas. Entre sus medidas, destacó la instalación de un destacamento en la cima de Monserrate, bajo las órdenes del ingeniero Don Pío Domínguez. Sin embargo, el 5 de enero de 1813, dicho destacamento fue desalojado por el batallón dirigido por el coronel Atanasio Girardot.en la cual hacia parte el teniente París, que había sido enviado por Baraya. Un ardid de Nariño impidió que esta fuerza, la mejor disciplinada del ejército de la Unión, tomara parte en la batalla de San Victorino que el 9 de ese mismo mes se libró en la ciudad y que terminó siendo una victoria para los centralistas. Ante la derrota Girardot y París regresaron a Tunja.
Marchó a hacer la primera campaña libertadora de Venezuela bajo el mando del coronel Manuel del Castillo y Rada. Su primera acción de combate fue en Angostura de La Grita, que le mereció el grado de Capitán. Pasó a órdenes del coronel Simón Bolívar.

### Campaña del Sur[11]
En junio de 1813, marchó con general Antonio Nariño para combatir al Ejército español acantonado en el Sur de la Nueva Granada, interviniendo en las victorias de Palacé (13 de diciembre), Calibío (15 de enero de 1814), Juanambú (30 de abril, Cebollas (4 de junio) y Tacines (9 de junio). En la emboscada que sufrieron al entrar a Pasto, el capitán París salvó la vida al general Nariño cuando lo liberó del peso del caballo con el que cayó al suelo, y logró fugarse para llegar a Popayán a integrarse a las tropas del general José María Cabal, participando en la victoria de las Vegas de Riopalo del 5 de julio de 1815, en la que París fue ascendido a Mayor.
En abril de 1816, el mayor París integró la escolta del presidente José Fernández Madrid en su decisión de desplazar el gobierno a Popayán. Allí comandó uno de los dos batallones de infantería organizados por el presidente Liborio Mejía para atacar a los españoles en La Cuchilla del Tambo el 29 de mayo de 1816. París salió con vida de la estruendosa derrota y emprendió la fuga al municipio de La Plata.

### Prisión y destierro[12]
Unido a una base sobreviviente del Ejército, París hizo parte del victorioso ataque del 10 de junio a las tropas de Carlos Torlá. Evadió a los Realistas, hasta que fue apresado por los habitantes de un caserío en el que buscaba alimentos. Conducido a Popayán, el mayor París fue sometido al quinto de muerte, práctica consistente en agrupar a cinco soldados prisioneros y repartirles igual número de papeletas, una de las cuales condenaba a fusilamiento al que la escogiera. Presentado en Santafé ante el Consejo de Guerra, fue condenado a dieciséis años de presidio en el castillo San Felipe de Puerto Cabello. Le fue negada la petición de despedirse de su padre que se hallaba preso en la misma cárcel.
En noviembre de 1816 fue llevado a pie con otros condenados hasta Maracaibo, para abordar la goleta con destino al lugar de presidio. El 1.º de marzo de 1817, la nave fue asaltada por piratas que ejecutaron a todos los ocupantes, a excepción de París por ser el único prisionero que llevaba grillete. Abandonado en una playa, París logró tomar un barco a Curazao, donde soportó siete meses de mendicidad, hasta que recibió el apoyo de Manuel Antonio Arrubla Martínez, quien lo reconoció al desembarcar en la isla.

### Campaña Libertadora de 1819[13]

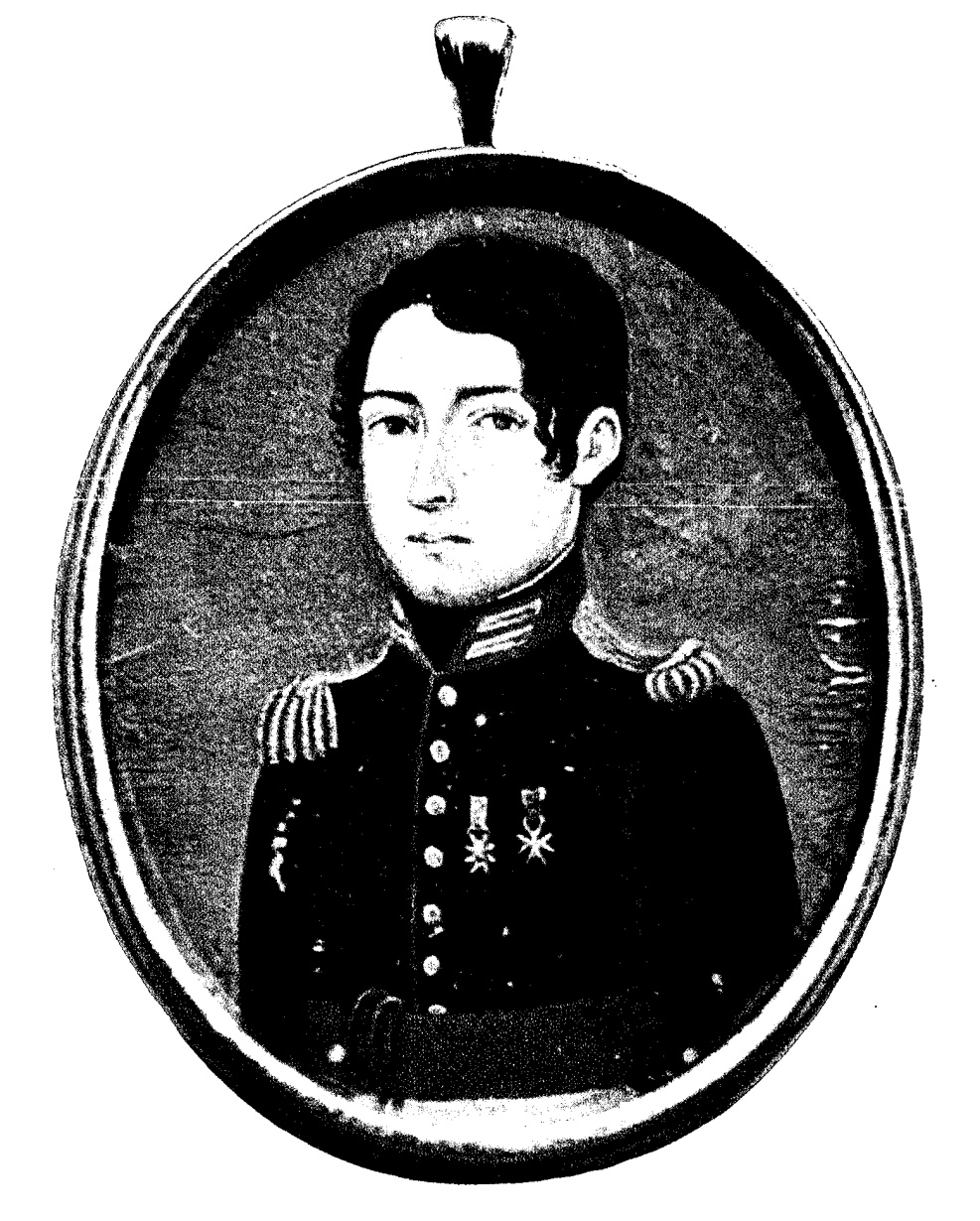
Miniatura de la época de París cuando era teniente coronel.

En Cumaná y por recomendación de Francisco Antonio Zea, el mayor París se integró como segundo comandante del batallón al mando del general Juan José Flores, y el 4 de marzo de 1818 pasó a ser edecán del almirante Luis Brión. Al año siguiente pasó en Casanare a la división de vanguardia comandada por el coronel Francisco de Paula Santander, en la que lideró el reclutamiento de tropa y fue el segundo jefe del naciente batallón Bogotá - Cazadores de Vanguardia. París estuvo en la batalla de Paya y el cruel paso del páramo de Pisba, al frente del cual llegó a Socha para abastecer de ropa, víveres y hombres al Ejército libertador.
El mayor París atacó el 10 de julio a las tropas españolas acantonadas en Tópaga y despejó el camino a Gámeza. El siguiente día, 11 de julio, participó en la Batalla de Gámeza, durante el combate su unidad sufrió el terrible fuego del los fusileros realistas lo cual resultó en la muerte de varios oficiales del batallón Cazadores  incluido su comandante el coronel Antonio Arredondo. Tras la muerte de su comandante París fue ascendido a teniente coronel  y tomó mando del batallón Cazadores el 15 de julio en Tasco. París fue protagonista en la victoria de la memorable Batalla de Boyacá, emboscando a un grupo que advirtió la presencia del Ejército Libertador y atacando al batallón comandando por el coronel Francisco Jiménez para poder cruzar y tomar el control del puente sobre el río Teatinos, objetivo que alcanzó en el tercer intento. París siguió la hasta Ventaquemada para capturar a los enemigos replegados, y recibió la especial misión de conducir al comandante Barreiro y demás prisioneros hasta la capital.

## Carrera política

### Gobernador de la Provincia de Neiva[15]
El coronel París fue uno de los oficiales homenajeados por los habitantes de Santafé en su entrada triunfal a la ciudad del 10 de agosto de 1819, y continuó a Neiva con el fin de vencer a las tropas del coronel De la Calzada, librando a Popayán de su dominio. París le entregó el comando del batallón Cazadores al coronel Antonio Obando Losada para posesionarse como primer gobernador de la provincia de Neiva.
Al ser tomada Popayán de nuevo, el gobernador París salió a recuperar la ciudad, atacando a las tropas al coronel José María Obando, que al resultar herido, recibió la asistencia médica y un sable del propio París, gestos que contribuyeron a que el oficial realista aceptara la República.
Con la llegada de Bolívar a Popayán, el coronel París asumió la vanguardia de las operaciones sobre Ecuador, abriendo el paso de las tropas en Pasto, el río Juanambú, el cerro Chaguarbamba y la hacienda Bomboná, en donde atacaron a las tropas al mando de Basilio Modesto García, acción en la que París perdió dos dedos de su mano izquierda y combatió hasta el desmayo. Bolívar licenció al coronel París y el general Santander lo llamó a ocupar el Comando de Armas de la provincia de Bogotá. La herida de guerra en su mano izquierda lo inmortalizó como El Manco de Bomboná.

### General y Secretario de Estado
El 21 de enero de 1823 fue creada la jefatura de Estado Mayor General del Ejército de Cundinamarca, de la que se hizo cargo París el 23 de febrero. El 17 de marzo recibió formalmente el grado de Coronel efectivo que obtuvo de Bolívar en Bomboná. El 7 de diciembre de 1825 pasó a ser primer ayudante del Estado Mayor General, y recibió el grado de general el 2 de octubre de 1827. Pasó a ser comandante general del Departamento de Cundinamarca y fue comandante del Consejo de Guerra encargado de juzgar a los conjurados de la Conspiración Septembrina. Fue designado secretario de Guerra y Marina en mayo de 1830 por el presidente Domingo Caycedo y presentó renuncia del cargo a la posesión del presidente Joaquín Mosquera.
Con la sublevación del Batallón Callao en contra del Gobierno, el general París fue comisionado del presidente Mosquera para buscar su ajuste al orden constitucional. Como terminara derrocado el Gobierno por el general Rafael Urdaneta, París volvió a asumir como Secretario de Guerra y Decano de la Alta Corte Marcial. El general París solicitó letras de cuartel en 1832 y se retiró definitivamente en 1836. En 1840 fue llamado al servicio activo por el presidente José Ignacio de Márquez para comandar la II División del Ejército legitimista encargado de contrarrestar la sublevación del general Obando contra el gobierno, al frente de la cual venció en Mariquita a las tropas del coronel José María Vezga y asumió como jefe militar de la provincia, y luego recuperó el cargo de comandante general de Cundinamarca, sin perder el mando de la División.
En el gobierno del presidente Pedro Alcántara Herrán pasó a ser comandante de la IV División del Ejército, con jurisdicción en las provincias de Bogotá, Mariquita y Antioquia, resultando la última tomada por el coronel Salvador Córdova (hermano del general José María) que fue derrotado por acción combinada de las cuatro divisiones. Gozando el país de un periodo de estabilidad en el orden público, fundó el general París la Sociedad Militar, la Sociedad Filarmónica de Bogotá y la logia masónica Seguidores de la Luz N.º 1. Bajo el mismo gobierno, París volvió a ocupar la Secretaría de Guerra.

### Designado presidencial
El general París volvió a retirarse del servicio activo en 1850. Por ser parte del Partido Conservador, fue enviado a prisión por el gobierno liberal del presidente López Valdés como sospechoso de conspiración, pero recuperó la libertad al ser encontrado inocente. Ante el golpe militar que el general José María Melo le dio al presidente Obando el 14 de abril de 1854, el general Joaquín París salió de Bogotá a Anapoima, acompañado por el coronel Arjona Lizarralde, el capitán Severo Rueda y el teniente Mariano París De la Roche, donde recibió la adhesión de varios ciudadanos contra la dictadura. Contramarchó a La Mesa donde se le unió una multitud para conformar La Compañía de La Unión, con la que se unió a otro cuerpo formado por el expresidente López Valdés para asumir la vanguardia hacia Bogotá.
Con la derrota de las tropas del vicepresidente José de Obaldía y del general Manuel María Franco, el general París canceló la operación y López regresó con sus tropas a Neiva. Al llegar el general Tomás de Herrera a Honda y declararse en ejercicio del Poder Ejecutivo, París se puso a sus órdenes y llegó a Ambalema para conformar la División del Alto Magdalena, con jurisdicción en Mariquita y Honda. Herrera asumió el comando de una división en Ocaña y dejó la Presidencia a Obaldía, quien convocó a los comandantes París, López y Mosquera para replantear la toma de Bogotá, resultando el tercero al mando del Ejército y París al frente de la División que sumaba la del Alto Magdalena y los hombres del general López.
Enterado el general Herrera de la nueva estrategia, regresó a Honda y asumió el comando del Ejército para imponer la orientación original, avanzando sobre Bogotá el 22 de noviembre con la toma de Bosa y Las Cruces a cargo del general París. El 4 de diciembre dispuso Herrera la toma de Bogotá por el flanco oriental, con París a la vanguardia para hacerse a las parroquias de Santa Bárbara y San Victorino. La operación duró hasta las 4 de la mañana del día siguiente, cuando el capitán Celestino París De la Roche, izó en la Estatua de Bolívar, la bandera de la Unión en señal de victoria.
Al haber resultado muerto el general Herrera, París lo reemplazó en el comando del Ejército entre el 6 y el 12 de diciembre, para ser sucedido por el general Mosquera. El 17 de diciembre, París fue coronado con laureles en una cena de honor ofrecida por el Congreso a los restauradores del orden democrático. El 5 de febrero de 1855, el Congreso eligió al general París como designado presidencial, para el periodo 1855-1856.

### Presidente de Cundinamarca y Comandante del Ejército
El 15 de septiembre de 1858 fue elegido el general París como Gobernador de Cundinamarca, Estado integrado por las provincias de Bogotá, Neiva y Mariquita. París sancionó la Constitución del Estado, y al considerar que había cumplido con su deber, renunció el 4 de noviembre de ese año en favor del primer designado, el expresidente Herrán.
Por ser muy cercano al presidente Mariano Ospina Rodríguez, el general París fue buscado por los expresidentes Mosquera y Obando para obtener el primero la designación como embajador en Estados Unidos y el segundo su pensión. Como el mandatario se negara a tales aspiraciones, los repudiados se alzaron en armas contra el Gobierno. Como medida cautelar, Ospina nombró al general París como comandante de Cundinamarca y luego de la I División en operaciones sobre Cauca. El general París derrotó a tropas del coronel Miguel Quijano y se tomó La Plata, mientras que el general Herrán sometía al resto de provincias rebeldes, forzando a Mosquera a firmar su subordinación al Gobierno.
El general París, incrédulo de que Mosquera hubiera cesado su revolución, le pidió refuerzos al Presidente, que subestimó la alerta del veterano comandante. Como el general Herrán renunciara al comando del Ejército preocupado por el exceso de confianza del Gobierno, el presidente Ospina designó a París en su reemplazo y lo llamó a presentarse a Bogotá. En el sitio de Segovia, saliendo de La Plata, las tropas de Mosquera emboscaron al general París, propiciándole un fuerte golpe a las tropas legitimistas, que le hizo ver a Ospina la realidad de las alarmas en torno a la revolución. El 18 de diciembre de 1860 se puso el general París formalmente al frente de siete divisiones y tres columnas, con las cuales obtuvo la rendición pacífica de las tropas de José María Cuéllar, pero perdió el control de Guaduas por derrota de la VI división comandada por el general Gutuérrez Lee, y el de Boyacá por caída de la VII división al mando del general Arjona a manos del general Santos Gutiérrez Prieto, quien se proclamó gobernador de ese Estado.
Culminado el mandato de Ospina, el poder ejecutivo fue asumido por Bartolomé Calvo, quien mantuvo al general París al frente del Ejército. Una terrible disentería inhabilitó al general París para mantenerse en el seguimiento de las operaciones, lo cual desordenó el plan de batalla y le dio oportunidad a Mosquera de avanzar hacia Bogotá, entrando en contacto con las tropas de París el 24 de mayo de 1861.
Al verse prácticamente derrotado, el general Mosquera conferenció con el general París ara proponerle salidas a la situación, que fueron negadas por ser todas favorables al líder rebelde. Al día siguiente, París entró a Subachoque para dirigir la contención de las tropas de Obando que se aproximaban desde Ibagué, pero se desmayó por cuenta de su frágil estado de salud. Al recobrar el sentido, el general París fue enterado del triunfo sobre un reducto en el que fue hecho prisionero Aníbal Mosquera, hijo del comandante rebelde, y de nuevo perdió el sentido. El presidente Calvo tomó la decisión de licenciar al general París y sustituirlo por el general Ramón Espina.
En su lecho de enfermo, París salió a defender a Bogotá de la toma que Mosquera inició el 18 de julio, pero al ver perdida su causa, solicitó asilo en la Embajada Británica. Una vez Mosquera consolidó su victoria, le ofreció garantías al general París para que dejara la Embajada y retornara a su casa.

## Muerte
El general Joaquín París buscó refugio para su salud en la hacienda Peñas Blancas, ubicada en el actual municipio de Mariquita, viviendo de su pensión y de faenas agrícolas, para fallecer ahí el 2 de octubre de 1868. El presidente Santos Gutiérrez expidió un decreto de honores en su memoria, y sus restos fueron llevados de Mariquita a Bogotá en 1895 para depositarlos en un sencillo mausoleo del cementerio central de Bogotá.

## Familia
Joaquín París contrajo matrimonio en Bogotá el 8 de febrero de 1820 con María Dolores de la Roche Domínguez, hija de José Manuel de la Roche O'Ryan y María Josefa Domínguez del Castillo, quien lo dejó viudo en 1860. Le supervivieron sus hijos Pedro María, Virginia, José Manuel, María Josefa, Mariano y José Joaquín París de la Roche (este último de notable trayectoria). Celestino, Fidel y José Vicente París de la Roche fallecieron en trágicos episodios en vida de su padre.

## Homenajes
Su retrato al óleo integra las colecciones de los museos Nacional y del 20 de julio en Bogotá, y un busto en bronce fue instalado el 7 de agosto de 1965 en la avenida Chile con carrera séptima de la misma ciudad,, la cual fue robada en la década de los setenta.
. Con su nombre se denominó al curso de oficiales del Ejército de Colombia egresado de la Escuela Militar en 1962 y al batallón de infantería número 19 de San José del Guaviare. Su imagen aparece en la moneda de cien pesos emitida en 1968 para conmemorar los 150 años de la Campaña Libertadora.